# Święty Roch (Poznań)
Święty Roch (inne nazwy historyczne: Łacina, Stanisławowo, Miasteczko; nazwa potoczna: Poligród)  – część Poznania, położona na obszarze SIM Święty Roch, na osiedlu samorządowym Rataje. Granice wyznaczają ulice: Kórnicka, Pleszewska, Krzywoustego i tereny nadwarciańskie. Nazwy dzielnicy poświadczone są w ulicach: Łacina, Na Miasteczku, Św. Rocha, Łucznicza, Serafitek.

## Nazwa
Nazwa Stanisławowo wywodziła się od starosty i hetmana, Stanisława Górki, fundatora miasta.

## Historia

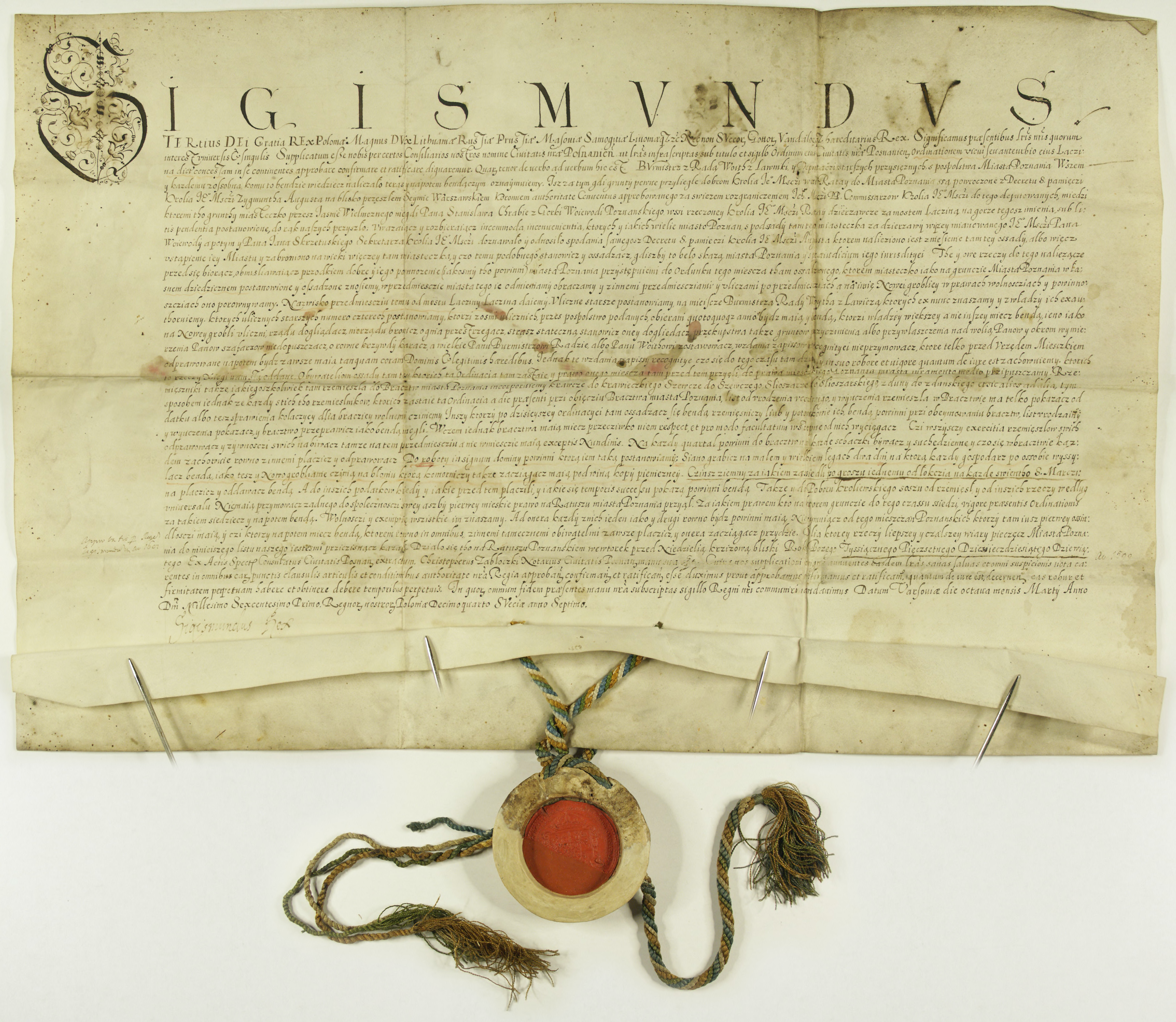
Zygmunt III Waza potwierdza i transumuje wydaną przez magistrat Poznania ordynację dla dawnego miasteczka Stanisławowo i zamienia je na przedmieście Łacina (1601 r.) – ze zbiorów Archiwum Państwowego w Poznaniu

W 1562 roku wojewoda poznański Stanisław Górka ulokował na omawianym terenie miasto Stanisławowo, które jednak już w 1599 roku utraciło prawa miejskie. W 1611 dekretem Zygmunta III zostało włączone do Poznania. Mieszkało tam wówczas kilkaset rodzin, trudniących się głównie rzemiosłem. Zabudowa była w całości drewniana i koncentrowała się wokół rynku i kilku ulic. 13 czerwca 1661, w wyniku pożaru, który wybuchł w domu Stanisława Sadkowskiego, spaleniu uległo 28 domów mieszkalnych i liczne zabudowania gospodarcze. Łacina uległa prawie całkowitej zagładzie w okresie potopu szwedzkiego. W 1736 urodził się tutaj Karol Boromeusz Świerzawski, aktor czasów stanisławowskich
. 17 stycznia 1778 dokonano w tym rejonie prawosławnego obrzędu poświęcenia rzeki Warty przez popa, w asyście wojska rosyjskiego i salw armatnich. W XIX wieku znajdowała się tutaj strzelnica bractwa kurkowego, zastąpiona w 1938 przez Park Karola Kurpińskiego.
Od XVII wieku istniał drewniany kościół św. Rocha, od połowy XVIII wieku kościół z muru pruskiego, spalony w czasie II wojny światowej. Jednocześnie od roku 1938 powstawał budynek nowego kościoła, dokończony i odbudowany po wojnie.
W dniu 22 lipca 1979 roku oddano do użytku dworzec autobusowy Rataje położony w pobliżu ronda o tej samej nazwie, w miejscu działającego wcześniej, bo od roku 1953 postoju autobusów.
Od roku 1990 działa w tym rejonie rozgłośnia studenckiego Radia Afera mieszcząca się w Domu Studenckim nr 5 przy ulicy Św. Rocha 11a, zaś od 2003 roku funkcjonuje przy ulicy Serafitek 8 poznański ośrodek Telewizji Polskiej, przeniesiony tutaj ze swej wcześniejszej siedziby na Alei Niepodległości 30 w centrum miasta.
W latach 1954–1990 Święty Roch należał do dzielnicy Nowe Miasto, a w latach 1996–2010 do osiedla Rataje nad Wartą.
Cztery pięciokondygnacyjne budynki mieszkalne przy ulicy św. Rocha 2a-c, 4a-c, 6a-c, 26a-c przypisane są do administracji osiedla Piastowskiego.
W 2022 roku utworzono w tym rejonie Poznania, w pobliżu mostu św. Rocha i Politechniki Poznańskiej skwer Obrońców Ukrainy 2022.